# Chaetophractus vellerosus
L'armadillo peloso urlatore (Chaetophractus vellerosus) è una specie di armadillo diffusa con due sottospecie (C. vellerosus vellerosus e C. vellerosus pannosus) in Argentina, Cile, Bolivia e Paraguay.
Si adatta a qualsiasi tipo di ambiente, purché non eccessivamente umido: lo possiamo perciò trovare nelle foreste secche tropicali e subtropicali, nelle praterie sia erbose che cespugliose, nelle aree desertiche, nei campi coltivati.
Si tratta di un animale lungo circa 25 cm, dalla forma tozza ed appiattita, dal corpo ricoperto da una ventina di bande cornee grigio-nerastre: anche la parte superiore della testa, la parte delle zampe esposta verso l'esterno e la coda (sotto forma di anelli) sono corazzate. Le piastre che compongono la corazza sono di colore nerastro, presentano la superficie ruvida e sono sorprendentemente simili visivamente alle scaglie dei coccodrilli.
La pelle è anch'essa nerastra e ricoperta da una rada peluria di un colore che può variare dal nero al bruno-rossiccio. Il pelo è più folto sul ventre e si trova anche sul carapace.
Deve l'aggettivo "urlatore" all'abitudine di emettere acuti squittii quando è spaventato.